# Municipio de Gennessee
El municipio de Gennessee (en inglés: Gennessee Township) es un municipio ubicado en el condado de Kandiyohi en el estado estadounidense de Minnesota. En el año 2010 tenía una población de 413 habitantes y una densidad poblacional de 4,57 personas por km².

## Geografía
El municipio de Gennessee se encuentra ubicado en las coordenadas 45°6′9″N 94°49′26″O / 45.10250, -94.82389. Según la Oficina del Censo de los Estados Unidos, el municipio tiene una superficie total de 90.41 km², de la cual 83,73 km² corresponden a tierra firme y (7,39 %) 6,68 km² es agua.

## Demografía
Según el censo de 2010, había 413 personas residiendo en el municipio de Gennessee. La densidad de población era de 4,57 hab./km². De los 413 habitantes, el municipio de Gennessee estaba compuesto por el 98,79 % blancos, el 0,48 % eran afroamericanos, el 0,48 % eran amerindios, el 0,24 % eran de otras razas. Del total de la población el 0,97 % eran hispanos o latinos de cualquier raza.